# 林江義
林江義（1949年10月30日—）是台灣原住民阿美族出身的政治人物，曾任原住民族委員會第8任主委，現為中國國民黨原住民工作委員會主任委員。

## 成就
在行政院原住民族委員會副主委任內極力推動原住民政策，並積極推展原住民族與國際的交流，致力於促進族群的和諧；邵族、噶瑪蘭族、太魯閣族、撒奇萊雅族、賽德克族也在其任內復名；也是規劃推動原住民族母語認證的推手，以搶救原住民族語危機。
在原住民族委員會主委任內核定拉阿魯哇族及卡那卡那富族兩族原住民族正名。
2015年3月26日，原民會主委林江義在接受立委質詢時直言中國神話人物黃帝並非台灣原住民的祖先，並表示若勉強說原住民是「炎黃子孫」，會產生把南島語系與漢藏語系混在一起的感覺，「讓人見笑」。從人類學家、語言學家角度來看，「這是不可思議的答案」。

## 外部連結
- 行政院閣員介紹 - 行政院原住民族委員會林江義主任委員 （页面存档备份，存于）

| 中華民國政府職務 | 中華民國政府職務                                                | 中華民國政府職務   |
| ---------------- | --------------------------------------------------------------- | ------------------ |
| 行政院           |                                                                 |                    |
| 前任： 孫大川    | 行政院原住民族委員會主任委員 第八任 2013年8月1日－2014年3月25日 | 末任               |
| 首任             | 原住民族委員會主任委員 第一任 2014年3月25日－2016年5月20日      | 繼任： 夷將·拔路兒 |